# Eupithecia undiculata
Eupithecia undiculata là một loài bướm đêm trong họ Geometridae.